# 版画家
版画家（はんがか、英: printmaker）とは、版画を媒介にして表現する人。

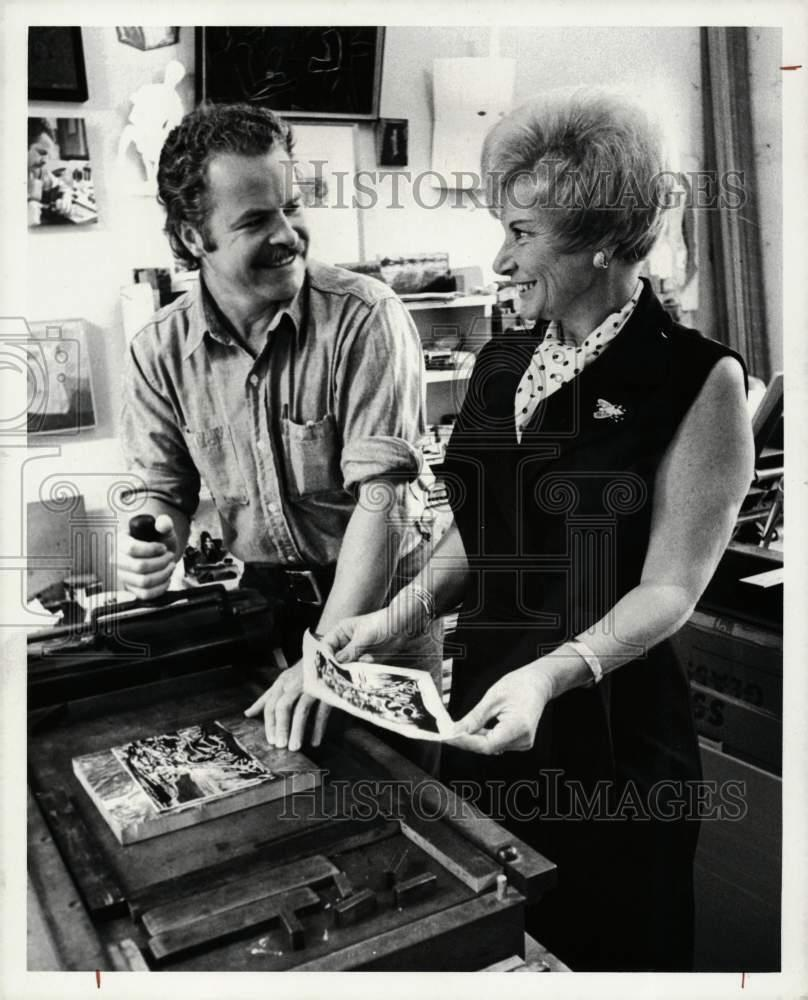
木版画家ステファン・マーティンが版木にインクを塗る実演（1973年）

木版画・銅版画・石版画（リトグラフ）などで作品を作る。それぞれ木版画家、銅版画家、石版画家ともいう。版画専門の美術家は少なく、主に西洋画・イラストレーションなどを兼業することが多い。

## 主な版画家
カッコ内は主に使用した技法を示す。

### 日本
- 靉嘔（シルクスクリーン）
- 秋山巌（木版画）
- 東一雄（木版画）
- 畦地梅太郎（木版画）
- 山領祐登（銅版画、リトグラフ）
- 池田満寿夫（銅版画）
- 石井鶴三（木版画）
- 石井柏亭（木版画）
- 磯見輝夫（木版画）
- 一原有徳（モノタイプ）
- 稲吉紘実（シルク版画）
- 上野誠 (版画家)（木版画）
- 海野光弘（木版画）
- 瑛九（銅版画、リトグラフ）
- 織田一磨（リトグラフ、木版画）
- 小野忠重（木版画）
- オノサト・トシノブ（シルクスクリーン）
- 恩地孝四郎（木版画）
- 角間貴生（木版画・銅版画）
- 勝山正則（木版画）
- 門坂流（銅版画 : エングレービング）
- 金守世士夫（木版画）
- 加納光於（エッチング、インタリオ、リトグラフ）
- 上矢津（シルクスクリーン）
- 加山又造（銅版画、リトグラフ）
- 川上澄生（木版画）
- 川西英（木版画）
- 河内成幸（木版画）
- 木村光佑 (版画家)（シルクスクリーン、リトグラフ）
- 木村秀樹（シルクスクリーン）
- 木村義治（木版画）
- 黒崎彰（木版画）
- 合田清（木口木版画、エングレービング）
- 河野通勢（銅版画）
- 小林敬生（木口木版画）
- 駒井哲郎（銅版画）
- 小松美羽（銅版画）
- 斎藤清（木版画）
- 笹島喜平（木版画）
- 佐竹清：（木版画）
- 佐藤恵美（銅版画）
- 佐藤由美子（リトグラフ）
- 菅井汲（リトグラフ、シルクスクリーン）
- 杉本一文（銅版画）
- 鈴木朝潮（銅版画、デジタルプリント）
- 竹中健司（木版画）
- 谷中安規（木版画）
- 辻志郎（木版画）
- 鶴谷登（シルクスクリーン、リトグラフ）
- 手島圭三郎（木版画）
- 富張広司（木版画）
- 永瀬義郎（木版画）
- 中林忠良（銅版画）
- 西田半峰  （銅版画）
- 野田哲也（木版画、シルクスクリーン）
- はりたつお（デジタルプリント、版彩画）
- 長谷川潔（銅版画）
- 長谷川富三郎（木版画）
- 萩原英雄（木版画）
- 浜口陽三（メゾチント）
- 岩谷徹（メゾチント）
- 浜田知明（銅版画）
- 平塚運一（木版画）
- 深沢幸雄（銅版画）
- 藤牧義夫（木版画）
- 前田常作（リトグラフ、シルクスクリーン）
- 棟方志功（木版画）
- 柳澤紀子（銅版画）
- 山口源（木版画）
- 山本温（木版画）
- 山本鼎 （木版画）
- 山本容子（銅版画）
- 吉原英雄（リトグラフ、銅版画）
- ナンシー関 （消しゴム版画）
- 山田泰幸 （消しゴム版画）

### 海外
- アルブレヒト・デューラー
- イスラエル・ファン・メッケネム
- ケーテ・コルヴィッツ
- ジャーク・ヒニズドフスキー
- マウリッツ・エッシャー
- マルティン・ショーンガウアー
- ブル・デービッド（木版画）